# Danh sách cựu vương quốc
Vương quốc in đậm là vương quốc chứa nhiều các vương quốc nhỏ.

## Châu Phi
- Ai Cập cổ đại - (3150 TCN - 30 TCN)
- Vương quốc Kerma - (2500 TCN - 1520 TCN)
- Carthage - (1215 TCN - 146 TCN)
- Vương quốc Kush - (1070 BC – 350)
- Vương quốc D'mt - (khoảng 700 TCN - c. 400 TCN)
- Ai Cập thuộc Hy Lạp - (305 TCN – 30 TCN)
- Numidia - (202 TCN - 46 TCN)
- Vương quốc Makuria - (350 - 1276, 1286–1317)
- Vương quốc Makurian - (thế kỷ 5 – 1517)
- Vương quốc Nekor - (710 – 1019)
- Vương quốc Nri - (1043 - 1911)
- Vương quốc Sine - (1100 - 1969)
- Vương quốc Mankessim - (1252–1873)
- Vương quốc Makuria - (350 - 1276, 1286 - 1317)
- Vương quốc Kaffa - (khoảng 1390–1897)
- Vương quốc Kongo - (1395–1914)
- Vương quốc Mutapa - (khoảng 1450–1698)
- Vương quốc Fez - (1472–1554)
- Vương quốc Loango - (thế kỷ 15 - thế kỷ 19)
- Vương quốc Kasanze - (khoảng 1500-1648)
- Vương quốc Koya - (1505-1896)
- Vương quốc Denanke - (1514–1776)
- Vương quốc Baguirmi - (1522-1897)
- Vương quốc Matamba - (1530 - thế kỷ 19)
- Vương quốc Cayor - (1549 - 1879)
- Vương quốc Luba - (1585-1889)
- Vương quốc Dendi - (1591–1901)
- Vương quốc Igala - (thế kỷ 16 - 1901)
- Vương quốc Kasanje - (1620–1910)
- Vương quốc Kuba - (1625–1900)
- Vương quốc Ouaddai - (1635–1912)
- Vương quốc Kénédougou - (c. 1650-1898)
- Vương quốc Yeke - (khoảng 1856 - 1891)
- Vương quốc Libya - (1951–1969)
- Vương quốc Lesotho (1966-nay)
- Vương quốc Eswantini(1968-nay)
- Đế chế Béninn( 1440-1897)
- Akwa Akpa
- Vương quốc Anziku
- Vương quốc Ndongo
- Vương quốc Mandara
- Vương quốc Garo
- Vương quốc Whydah
- Vương quốc Oualo
- Vương quốc Kotoko
- Vương quốc Kasa
- Vương quốc Saalum
- Vương quốc Dosso
- Vương quốc Baol
- Vương quốc N'Goyo
- Vương quốc Janjero

## Châu Á
- Vương quốc Kish - (khoảng 2900 TCN - 2296 TCN)
- Văn Lang - (2879 TCN - 258 TCN)
- Vương quốc Uruk - (khoảng 2600 TCN - 2048 TCN)
- Vương quốc Ur - (khoảng 2500 TCN - 1940 TCN)
- Vương quốc Lagash - (khoảng 2500 TCN - 2046 TCN)
- Cổ Triều Tiên - (2333 TCN - 108 TCN)
- Triều đại Trung Quốc - (2070 TCN - 1912)
- Amorite - (khoảng 2000 TCN - 1595 TCN)
- Assyria - (khoảng 2000 TCN - 605 TCN)
- Larsa - (1961 TCN - 1674 TCN)
- Babylon (1830 TCN - 732 TCN)
- Vương quốc Mitanni - (khoảng 1500 TCN - khoảng 1300 TCN)
- Vương quốc Arzawa - (khoảng 1500 TCN - khoảng 1200 TCN)
- Phrygia - (khoảng 1200 TCN - 696 TCN)
- Phoenicia - (1200 TCN - 539 TCN)
- Vương quốc Lydia - (khoảng 1200 TCN - 546 TCN)
- Philistia - (1175 TCN - 732 TCN)
- Vương quốc Sabaean - (khoảng 1100 TCN - 275)
- Vương quốc Liên hiệp Israel và Judah - (1030 TCN – 931 TCN)
- Vương quốc Ammon - (khoảng 1000 TCN - 332 TCN)
- Vương quốc Israel - (930 TCN – 720 TCN)
- Vương quốc Judah - (930 TCN – 586 TCN)
- Vương quốc Edom - (khoảng 900 TCN - c. 600 TCN)
- Vương quốc Urartu - (858 TCN – 585 TCN)
- Vương quốc Orintid của Armenia - (khoảng 600 TCN - 335 TCN)
- Vương quốc Bosporos - (khoảng 600 TCN - 443 TCN)
- Vương triều Pandya - (khoảng 600 TCN - 1345 TCN)
- Vương quốc Scythia - (khoảng 600 TCN - khoảng 100 TCN)
- Vương quốc Tambapanni - (543 TCN - 505 TCN)
- Vương quốc Upatissa Nuwara - (505 TCN - 377 TCN)
- Vương quốc Odrysia - (460 TCN – 46)
- Điền quốc - (khoảng 300 TCN – 109 TCN)
- Vương quốc Rajarata - (377 TCN – 1310) (Thủ đô: Anuradhapura, Sigiriya, Polonnaruwa)
- Vương quốc Armenia (cổ đại) - (331 TCN – 428)
- Vương quốc Iberia - (302 TCN - 580)
- Vương quốc Pontus - (291 TCN - 62)
- Âu Lạc - (258 TCN - 207 TCN)
- Vương quốc Hy Lạp-Bactria - (256 TCN – 125 TCN)
- Nhà Attalos - (282 TCN – 133 TCN)
- Nam Việt - (204 TCN - 111 TCN)
- Vương quốc Sophene - (khoảng 200 TCN - 94 TCN)
- Vương quốc Twipra - (khoảng 200 TCN - 1858)
- Vương quốc Ấn-Scythia - (200 TCN - 395)
- Vương quốc Ấn-Hy Lạp - (180 TCN – 10)
- Vương quốc Nabataean - (168 TCN – 106)
- Vương quốc Commagene - (163 TCN - 72)
- Vương quốc Hasmoneus - (140 TCN – 37 TCN)
- Vương quốc Himyarite - (110 TCN – 525)
- Phù Dư - (khoảng 100 TCN – 494)
- Vương quốc Kuninda - (khoảng 100 TCN - khoảng 200)
- Tân La - (57 TCN - 935)
- Cao Câu Ly - (37 TCN - 668)
- Bách Tế - (18 TCN - 660)
- Vương quốc Ấn-Parthia - (12 TCN – 130)
- Vu Điền - (56 – 1006)
- Phù Nam - (khoảng 1 - 628)
- Lâm Ấp - (192 - 605)
- Chân Lạp - (khoảng 550 - 802)
- Langkasuka - (khoảng 100 - 1516)
- Thổ Dục Hồn - (285 – 670)
- Ngũ Hồ thập lục quốc - (304 - 439)
- Tarumanagara - (358 - 669)
- Kamarupa - (thế kỷ 4 - thế kỷ 12)
- Vương quốc Melayu - (thế kỷ 4 - thế kỷ 13)
- Deira - (thế kỷ 6)
- Vương quốc Kedah - (630 - 1136)
- Vương quốc Sunda - (669 - 1579)
- Vương quốc Bột Hải - (698 – 926)
- Nam Chiếu - (thế kỷ 8 - thế kỷ 9)
- Chăm Pa - (thế kỷ 7 - 1832)
- Vương quốc Brunei - (thế kỷ 7 đến nay)
- Vương quốc Medang - (752–1045)
- Vương quốc Tây Frank - (843 - 987)
- Triều Pagan - (849-1287)
- Các quốc gia Môn ở Myanmar - (thế kỷ 9 - 11, thế kỷ 13 - 16, thế kỷ 18)
- Hậu Bách Tế - (900 - 936)
- Hậu Cao Câu Ly - (khoảng 901 - 918)
- Đông Đan - (926 - 936)
- Vương quốc Đại Lý - (937 - 1253)
- Tây Hạ - (1038 - 1227)
- Vương quốc Kediri - (1045–1221)
- Vương quốc Cilicia của Armenia - (1080–1375)
- Vương quốc Jerusalem - (1099–1291)
- Vương quốc Sutiya - (1187 - 1673)
- Vương quốc Jaffna - (1215–1619)
- Vương quốc Singhasari - (1222–1292)
- Vương quốc Ahom - (1228–1826)
- Vương quốc Sukhothai - (1238–1438)
- Vương quốc Thái Lan - (thế kỷ 14 đến nay)
- Vương quốc Majapahit - (1293–1527)
- Vương quốc Ayutthaya - (1351–1767)
- Nhà Triều Tiên - (1392–1897)
- Vương quốc Mysore - (1399–1947)
- Vương quốc Garhwal - (c.1400 - 1814)
- Vương quốc Kotte - (1412–1597)
- Vương quốc Lưu Cầu - (1429–1879)
- Vương quốc Sitawaka - (1521–1594)
- Vương quốc Đại Đỗ - (thế kỷ 17)
- Vương quốc Kandy - (1581–1815)
- Vương quốc Đông Ninh - (1662–1683)
- Vương quốc Nepal - (1768–2008)
- Vương quốc Lào - (1953–1975)
- Vương quốc Campuchia - (1953 đến nay)

### Không rõ niên đại
- Vương quốc Namayan - (? – 1571)
- Vương quốc Wajo - (khoảng 1450 - ?)
- Vương quốc Madra
- Vương triều Pandya
- Vương quốc Kachari
- Vương quốc Kamata
- Vương quốc Pattani
- Vương quốc Axumite (Đế chế Aksumite)
- Vương quốc Kuru
- Vương quốc Twipra
- Vương quốc Nakhon Si Thammarat
- Vương quốc Galuh
- Vương quốc Pagaruyung
- Vương quốc Judah
- Vương quốc tiền Pandyan
- Vương quốc Shan
- Vương quốc Awsan
- Vương quốc Kibi
- Vương quốc Araba
- Vương quốc Niya
- Vương quốc Sunda
- Vương quốc Cochin (thế kỷ 12-1947)

## Châu Đại Dương
- Vương quốc Hawaii - (1795–1893)
- Vương quốc Uvea (Đảo Wallis) - (1767– ?)
- Vương quốc Tonga (1970-nay)

## Châu Mỹ
- Vương quốc Chimor (Chimu) - (900 – 1470)
- Vương quốc Q'umarkaj của K'iche' - (thế kỷ 13 – 1524)
- Tân Vương quốc Granada - (thế kỷ 16 – 1739)
- Vương quốc Haiti - (1811 – 1820)
- Vương quốc Liên hiệp Bồ Đào Nha, Brasil và Algarves - (1815 – 1822)

### Không rõ niên đại
- Vương quốc Tlaxcallan

## Châu Âu
- Thời kỳ Minos - (khoảng 2700 TCN đến 1600 TCN)
- Thời kỳ Mycenae - (khoảng 1900 TCN đến 1100 TCN)
- Thành bang Athena - (khoảng 1400 TCN - 338 TCN)
- Thành bang Sparta - (khoảng 900 TCN – 146 TCN)
- Vương quốc Macedonia - (808 TCN – 146 TCN)
- Vương quốc La Mã - (753 TCN – 510 TCN)
- Thành bang Corinth - (747 TCN – 146 TCN)
- Thành bang Thebes - (khoảng 500 TCN – 335 TCN)
- Vương quốc Mide - (76 - 1171)
- Vương quốc Commagene - (163 TCN – 72)
- Vương quốc Dacia - (82 TCN - 106)
- Vương quốc Francia - (thế kỷ 3 - thế kỷ 10)
- Vương quốc Burgundia thứ nhất - (thế kỷ 4)
- Vương quốc Galicia (Vương quốc Galicia của Suebic) - (410 – 584, 910 — 1833)
- Vương quốc Visigothic - (418 – 721)
- Vương quốc Kent - (450 – 871)
- Vương quốc Gwynedd - (460 – 1282)
- Vương quốc Sussex - (477 – 825)
- Vương quốc Ostrogoth - (493 – 553)
- Vương quốc Ceredigion - (thế kỷ 5 – đầu thế kỷ 10)
- Vương quốc Powys - (5th thế kỷ – 1160)
- Vương quốc Wessex - (519 – 927)
- Vương quốc Essex - (527 – 812)
- Vương quốc Mercia - (527 – 919)
- Vương quốc Ý - (568 - 1806, 1805–1814, 1861–1946)
  - Vương quốc Lombard - (568 - 774)
- Vương quốc Bernicia - (thế kỷ 6)
- Vương quốc Đông Angles - (thế kỷ 6 – 917)
- Vương quốc Northumbria - (654 – 878)
- Vương quốc Asturias - (718 – 925)
- Vương quốc Abkhazia - (780 - 1008)
- Vương quốc Navarra - (824 – 1620)
- Vương quốc Scotland - (843 – 1707, 1660 — 1707)
- Vương quốc Armenia của Bagratuni - (845 – 1045)
- Vương quốc Castilla - (850 – 1230)
- Vương quốc Jórvík - (876 – 954)
- Vương quốc Provence - (879 - 933)
- Vương quốc Na Uy - (thế kỷ 9 đến nay)
- Vương quốc Alba - (900 - 1286)
- Vương quốc León - (910 – 1230)
- Vương quốc Croatia - (khoảng 925 - 1102, 1527 - 1868)
- Vương quốc Anh - (927 — 1649, 1660 — 1707)
- Vương quốc Arles (Vương quốc Burgundia thứ hai) - (933 - 1378)
- Vương quốc Deheubarth - (950 – 1197)
- Vương quốc Viguera - (970 - 1005)
- Vương quốc Georgia -(978 - 1223)
- Vương quốc Lori - (979 – 1118)
- Vương quốc Thụy Điển - (khoảng thế kỷ 11 đến nay)
- Vương quốc Hungary thời Trung cổ - (1000–1570)
- Vương quốc Mann và Isles - (1079–1266)
- Vương quốc Ba Lan - (1025–1385, 1385–1569)
- Vương quốc Aragon - (1035–1707)
- Vương quốc Duklja - (1053–1100)
- Vương quốc Cyprus - (1192–1489)
- Vương quốc Sicilia - (1130–1816)
- Vương quốc Bồ Đào Nha - (1139–1910)
- Vương quốc Thessalonica - (1204–1224)
- Vương quốc Bohemia - (1212–1918)
- Vương quốc Algarve - (1242–1910)
- Vương quốc Valencia - (1237–1707)
- Vương quốc Lithuania - (1251 - 1263, 1918)
- Vương quốc Majorca - (1262–1349)
- Vương quốc Albania - (1272–1368)
- Vương quốc Napoli - (1285–1816)
- Vương quốc Bosnia - (1377–1463)
- Vương quốc Ba Lan - (1025–1385, 1385–1569)
- Vương quốc Imereti - (1455 - 1810)
- Vương quốc Kakheti - (1465–1762)
- Vương quốc Tây Ban Nha - (1492 đến nay)
- Vương quốc Đông Hungary - (1526–1571)
- Vương quốc Croatia - (c.925 - 1102, 1527 - 1868)
- Hoàng gia Hungary - (1570–1867)
- Vương quốc Ireland - (1541–1651, 1659–1801)
- Vương quốc Livonia - (1570–1578)
- Vương quốc Ireland - (1541–1651, 1659–1801)
- Vương quốc Scotland - (843 – 1707, 1660 — 1707)
- Vương quốc Phổ - (1701–1918)
- Vương quốc Anh (1707-1801) - (1707–1801)
- Vương quốc Sardegna - (1720–1861)
- Vương quốc Liên hiệp Anh và Ireland - (1801–1922)
- Vương quốc Ý - (568 - 1806, 1805–1814 1861–1946)
- Vương quốc Bayern - (1806–1918)
- Vương quốc Sachsen - (1806–1918)
- Vương quốc Hà Lan - (1806–1810)
- Vương quốc Württemberg - (1806–1918)
- Vương quốc Westphalia - (1807–1813)
- Vương quốc Tây Ban Nha - (1808–1813)
- Vương quốc Hai Sicilia - (1811–1861)
- Vương quốc Hannover - (1814–1866)
- Vương quốc Brasil - (1815–1822)
- Vương quốc Liên hiệp Bồ Đào Nha, Brasil và Algarves - (1815–1822)
- Vương quốc Hy Lạp - (1832–1924, 1935–1974)
- Vương quốc Ý (1861-1946) - (568 - 1806, 1805–1814 1861–1946)
- Vương quốc Romania - (1881–1947)
- Vương quốc Serbia - (1882–1918)
- Vương quốc Bulgaria - (1908–1946)
- Vương quốc Montenegro - (1910–1918)
- Vương quốc Lithuania - (1251–1263, 1918)
- Vương quốc Nam Tư - (1918–1943)
- Vương quốc Iceland - (1918–1944)
- Vương quốc Hungary Cận đại - (1000 — 1918, 1919 — 1944, 1944 — 1946)
- Vương quốc Albania - (1928–1939)
- Vương quốc Hy Lạp - (1832–1924, 1935–1974)
- Vương quốc Hungary - (1920–1946)
- Vương quốc Hà Lan - (1954 đến nay)
- Vương quốc Liên hiệp Anh và Bắc Ireland - (1922 đến nay)
- Vương quốc Đan Mạch(960 SCN- nay)

### Không rõ niên đại
- Vương quốc Bosporos
- Vương quốc Strathclyde
- Vương quốc Gwent
- Vương quốc Đức
- Vương quốc Osraige
- Vương quốc Breifne
- Vương quốc Lindsey
- Vương quốc Dyfed
- Vương quốc Toledo
- Vương quốc Đông Frank
- Vương quốc Tây Frank
- Vương quốc Ireland
- Vương quốc Visigoth
- Vương quốc Fortriu
- Vương quốc Dumnonia
- Vương quốc Cait
- Vương quốc Murcia

- Thân vương quốc Sealand - (1967 đến nay)
- Vương quốc Sedang - (1988-1990)
- Đế quốc Atlantium - (1981 đến nay)
- Đế quốc Austenasia - (2008 đến nay)
- Vương quốc Elleore - (1944 đến nay)
- Vương quốc đồng tính nam và đồng tính nữ Quần đảo Biển San hô - (2004 đến 2017)
- Đại công quốc Flandrensis - (2008 đến nay)
- Công quốc Freedonia (1997 - 2004)
- Công quốc Hutt River - (1970 - ?)
- Hồi quốc M'Simbati - (1959 - ?)
- Công quốc Marlborough - (1993 - 2004)
- Công quốc Pontinha - (? đến nay)
- Đại công quốc Quần đảo Lagoan - (2005-nay)
- Vương quốc Redonda - (1865 - nay)
- Đế quốc Thần thánh Reunion - (1997 đến nay)
- Vương quốc Talossa - (1979 đến nay
- Vương quốc Tavolara - (1836-1934)
- Công quốc Trinidad - (1893-1895)
- Vương quốc Vikesland - (2005 - 2018)
- Vương quốc Wallachia - (1993 đến nay)
- Elgaland-Vargaland - (1992 đến nay)
- Công quốc Seborga - (1963 đến nay)

- Vương quốc Araucanía và Patagonia
- Vương quốc EnenKio
- Vương quốc Bắc Sudan
- Vương quốc Lovely
- Vương quốc Nhân Đạo
- New Utopia
- Vương quốc Thế giới khác